# Station Wrocław Kuźniki
Station Wrocław Kuźniki is een spoorwegstation in de Poolse plaats Wrocław.